# Shut Your Mouth and Open Your Eyes
Shut Your Mouth and Open Your Eyes è il terzo album studio della band hardcore punk AFI, pubblicato per la casa discografica Nitro Records l'11 novembre 1997.

## Tracce
1. Keeping Out of Direct Sunlight (An Introduction) – 0:58
2. Three Reasons – 1:33
3. A Single Second  – 2:12
4. pH Low – 1:42
5. Let It Be Broke – 2:06
6. Third Season – 2:49
7. Lower Your Head and Take It in the Body – 1:46
8. Coin Return – 2:33
9. The New Patron Saints and Angels – 2:17
10. Three Seconds Notice – 1:35
11. Salt for Your Wounds – 2:24
12. Today's Lesson – 2:14 (Filth cover)
13. The Devil Loves You – 1:30
14. Triple Zero – 2:50
15. Last Caress - 2:01 (cover dei Misfits) (Traccia Bonus da Vinile)

## Formazione
- Davey Havok – voce
- Mark Stopholese – chitarra, voce secondaria
- Hunter Burgan – basso, voce secondaria
- Adam Carson – batteria, voce secondaria